# Cova del Tabac
La cova del Tabac, és una cova del municipi de Camarasa (Noguera) amb representacions de pintura rupestre protegides com a Patrimoni de la Humanitat en el conjunt de l'Art rupestre de l'arc mediterrani de la península Ibèrica. Està situada en el vessant sud-est de la serra de Mont-roig.

## Història
La cova es coneix des del segle xix, moment en què es fan les primeres prospeccions per Joan Valls, Pleyan de Porta i Sanpere i Miquel. A finals d'aquest segle es dugué a terme la primera excavació, dirigida per Lluís M. Vidal. En la dècada del 1970, Lluís Díez-Coronel va documentar les pintures rupestres a l'interior d'aquesta cavitat. D'aquests anys també són les planimetries realitzades per J. de la Vega. Els calcs de les pintures es van fer els estius de 1982-83 per Lluís Díez-Coronel.

## Descripció
La cova del Tabac fa 15 metres d'amplada a la base, i 20 metres d'alçada. El pis de la cova té una inclinació ascendent, i les seves parets s'acosten formant una primera cambra, que es comunica amb l'interior per una obertura semblant a un arc rebaixat. Una altra cambra segueix aquesta, i tot seguit una altra més. A uns 80 metres cap al nord-oest, la direcció canvia de cop prenent la gruta una orientació cap al nord i regularitzant-se la seva forma.

## Restes arqueològiques
Les restes òssies animals i els materials es van localitzar a la primera cambra entremig del pedregam. El material consta d'objectes de pedra, objectes d'os i petxina, ceràmica, un fragment d'os humà i restes de fauna. Entre els objectes de pedra hi ha pedres de molins o molins de fricció. Els molins de mà són dels més primitius. La mida del molí publicat, que és de granit, fa 29 x 19 x 45. També hi ha una bola de quars que probablement serviria de percutor, ganivets de sílex (el més llarg té 6 centímetres), i una pedra de moldre. Es tracta d'un còdol pla i petit que s'ha interpretat com un útil per moldre ocre de tonalitat vermella. Dels objectes treballats destaquen dos punxons d'os de 10,5 i 5 centímetres de llarg respectivament, i una valva que segurament s'utilitzava com a penjoll. També hi ha ossos humans (un fragment de parietal) i restes faunístiques de Ursus, Bos taurus, Cervus elaphus, Equus, Canis familiaris, Capra, Meles taxus i valves de Cardium. Hi ha fragments de ceràmica del Neolític cardial i del bronze mitjà-final.
Cap a la meitat de la cova, la terra està remoguda probablement per l'acció de furtius, també s'observen nombroses pintades fetes per visitants, així com abundants escombraries. Superficialment només s'ha localitzat, a l'interior de la cova, un fragment de ceràmica brunyida de cronologia indeterminada.